# Sant'Euplio
Euplio (Catania, III secolo – Catania, 12 agosto 304) è stato un martire del IV secolo sotto Diocleziano.

## Agiografia

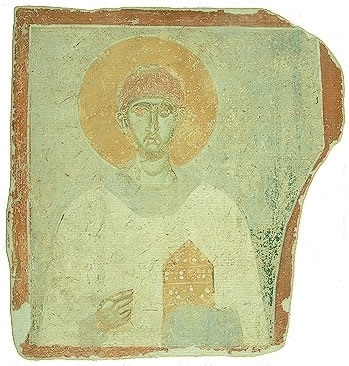
Affresco di Sant'Euplio proveniente dalla Chiesa di San Nicola, Melnik, Bulgaria, secolo XII-XIII

Gli atti del martirio del diacono Euplio (o Euplo) narrano che il procuratore Calviniano (o Calvisiano) lo condannò alla fustigazione e alla decapitazione dopo l'esplicita dichiarazione della sua fede cristiana e l'affronto di aver portato i libri dei Vangeli, banditi dall'impero, al suo cospetto. Secondo un'altra fonte, insieme a lui patirono il martirio le vergini Veneria e Nericia.
La passione, la condanna a morte per decapitazione del giovane catanese Euplio sono narrate in numerose agiografie. Trovandosi nel tribunale della città di Catania gridò ad alta voce: «Io sono cristiano, desidero morire per il nome di Cristo» e mostrò i libri cristiani che erano stati proibiti dall'imperatore Diocleziano. Convocato dal governatore della città, Calviniano, su suo invito lesse un brano del libro che aveva con sé: «Felici quelli che soffrono persecuzione per la giustizia, poiché di essi è il regno dei cieli». Torturato, Euplio si segnò con il segno della Croce e confermò la sua fede: «Quello che ho confessato, lo confesso ancora: sono cristiano e leggo le Divine Scritture». Calviniano compì ancora un tentativo per distoglierlo dalla fede cristiana e indurlo ad adorare gli dei. Ma Euplio confermò: «Io adoro il Padre, il Figlio e lo Spirito Santo, Io adoro la Santa Trinità. Tranne questo non c'è altro Dio. Offro me stesso in sacrificio a Cristo Dio, non ho niente di più da sacrificare; i tuoi sforzi sono vani, io sono cristiano».
Euplio venne condannato alla decapitazione: era il 12 agosto 304. La comunità cristiana si prese cura del suo corpo e ne ha tramandato la memoria.
Le spoglie del Santo riposano nella Cattedrale dell’Assunta di Trevico; è plausibile che siano state portate poco prima dell’invasione araba della Sicilia, nel X secolo. Il 5 febbraio 1654, Donato Pascasio vescovo di Trevico autorizzò la traslazione di un osso del Santo a favore della chiesa catanese.

## Culto

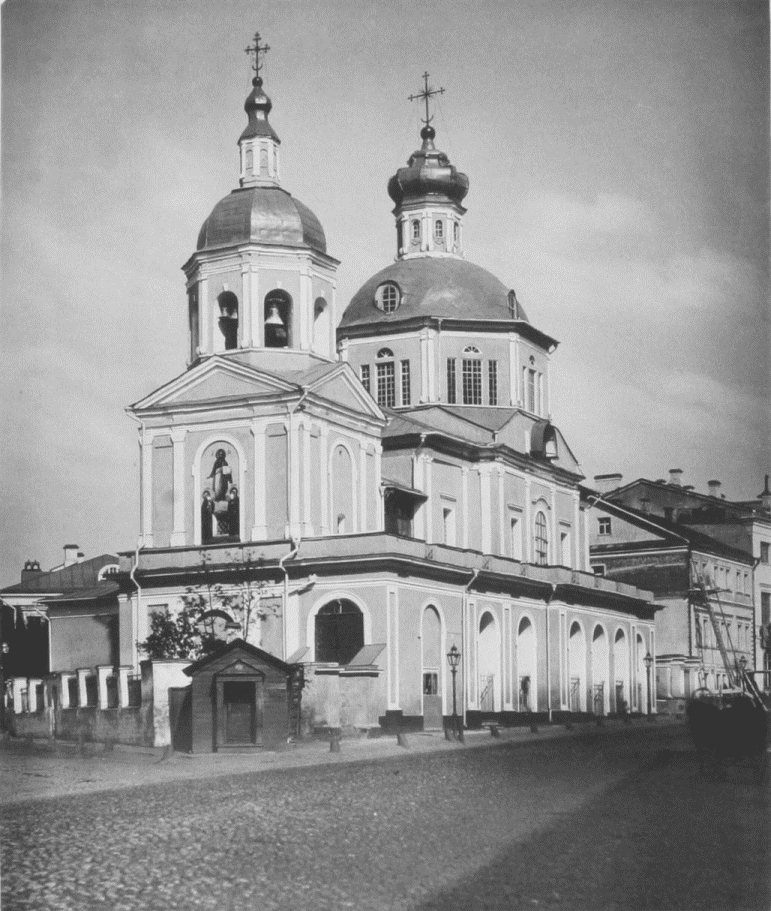
Chiesa di Sant’Euplio l’Arcidiacono (1882).

Sant'Euplio è ricordato nel Martirologio romano il 12 agosto: 
(Martirologio Romano)
È il santo compatrono di Catania (Sant'Agata ne è la  patrona principale), patrono di Francavilla di Sicilia (ME) e Trevico (AV). A lui era dedicata un'antica chiesa, risalente al V secolo, presente nella città etnea; stratificatisi vari edifici nei secoli, durante la seconda guerra mondiale un bombardamento riduce la chiesa, risalente al XVIII secolo, in macerie. Ad oggi sussiste solo l’antica cripta della chiesa primitiva.

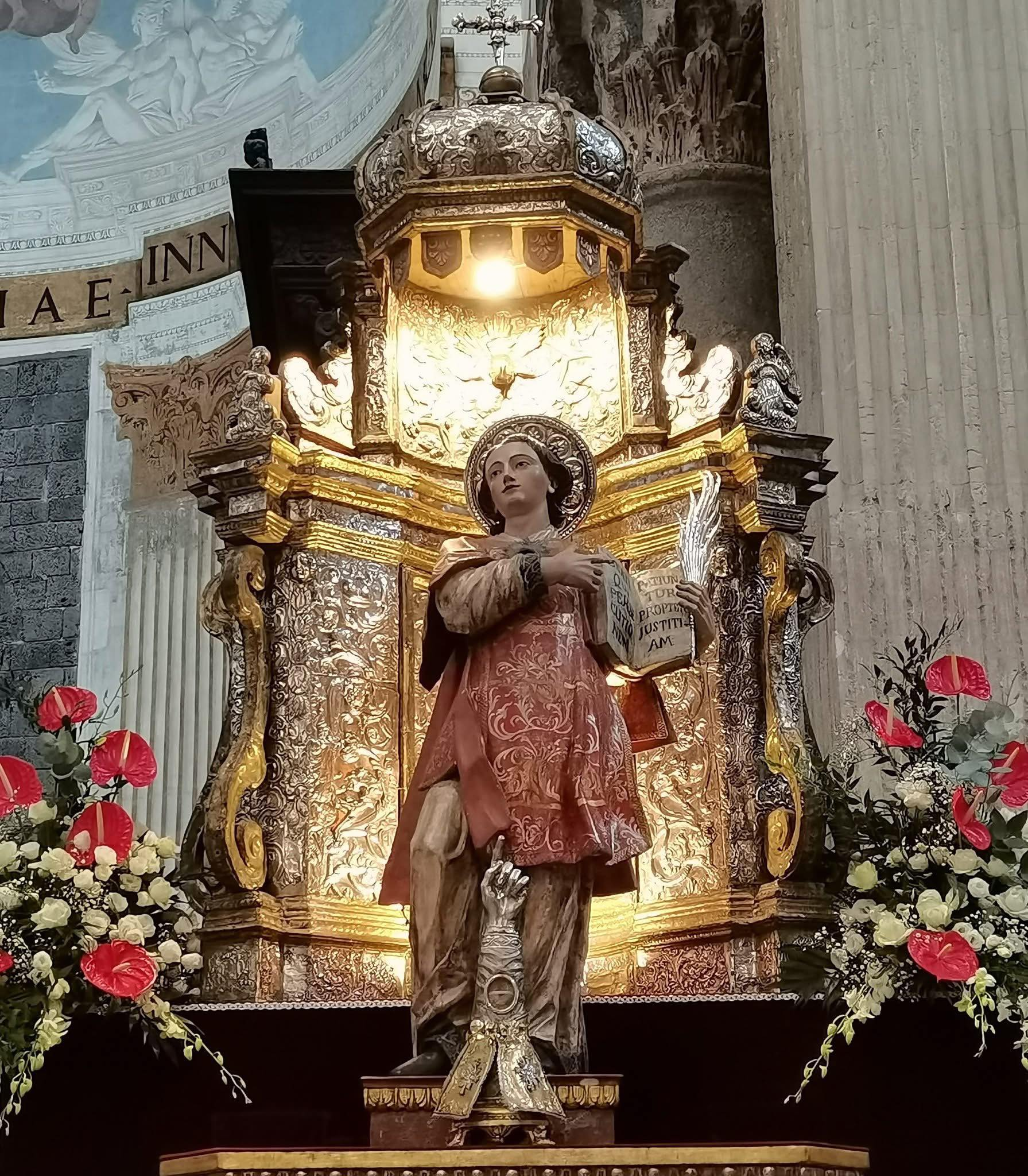
Sant'Euplio - Basilica cattedrale di Sant'Agata a Catania

Euplio di Catania era inoltre oggetto di una forte devozione in Russia. Nel 1471 fu eretta una chiesa in legno in onore del santo per celebrare la pace tra il Gran Principe di Moscovia Ivan III e la Repubblica di Novgorod. Nel 1657, lo zar Alessio I Romanov fa ricostruire l’edificio in pietra. Nel XVIII secolo in occasione di una ristrutturazione, viene eretta la maestosa facciata. La chiesa di Sant’Euplio l'Arcidiacono, presso l’attuale via Myasnitskaya in Mosca, venne demolita, dietro ordine di Stalin, nel 1926.